# Súr (Omán)
Súr (arabsky صور‎) je město v severovýchodním Ománu a správní středisko guvernorátu Jižní aš-Šarkíja, ležící na pobřeží u Ománského zálivu, potažmo Indického oceánu. Nachází se 150 km jihovýchodně od hlavního města Maskat.

## Historie

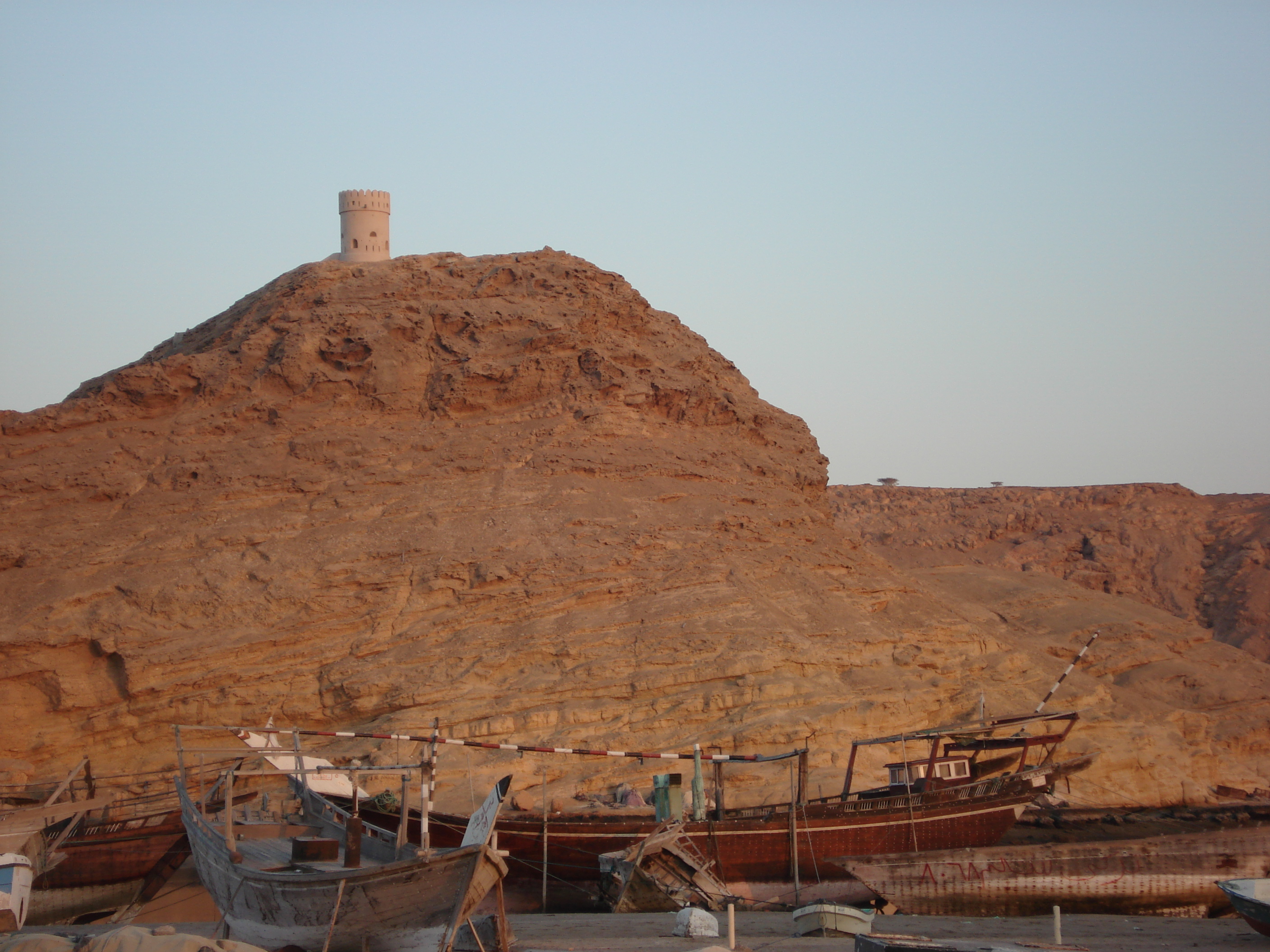
Stavba lodí, dhowů, v Súru

Od 6. století byl Súr centrem obchodu s východní Afrikou. V 16. století se ocitl pod nadvládou Portugalců, ale byl osvobozen ománským imámem Násirem íbn Muršídem a prodělal hospodářské oživení, jakožto centrum pro obchodování s Indií a východní Afrikou. Tento stav trval až do poloviny 19. století, kdy Britové zakázali obchod s otroky. Později Súr zasáhlo otevření Suezského průplavu, který zapříčinil ztrátu obchodních styků s Indií.
Súr si dodnes udržel dobré jméno, jakožto přední město, budující "dhowy", lodě velmi podobné těm, které byly využívány k obchodu před dvěma staletími. Dhow i další lodě zde vybudované putovaly do Číny, Indie, Iráku, Zanzibaru a mnoha dalších zemí.
Přední univerzitou v Súru je Súrská Univerzita aplikovaných věd, která v současné době vzdělává na 4 000 studentů. Poskytuje tituly v oblasti designérství, informačních technologií, komunikace a podnikání. Univerzita je považována za jednu z nejlepších vysokovzdělávacích institucí v zemi.
Súr byl silně zasažen a poničen cyklónem Gonu v červnu 2007.